# Haagsche Rugby Club

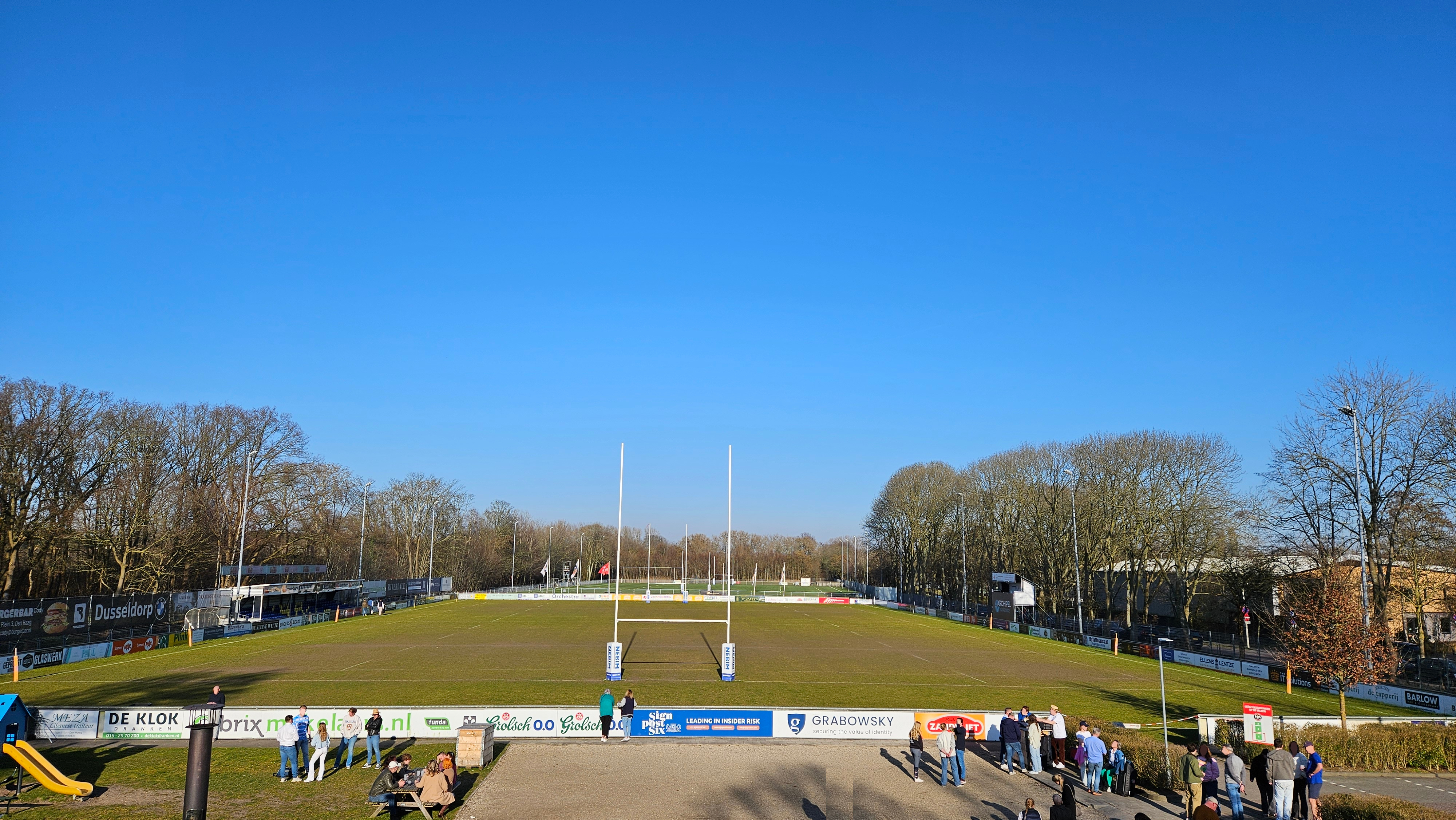
Hoofdveld 2025

De Haagsche Rugby Club (HRC) is een Nederlandse rugbyvereniging uit Den Haag.

## Geschiedenis
De vereniging is opgericht in november 1932 in eerste instantie onder de naam de "Tackles" maar deze werd al snel ingeruild voor de huidige naam. Eerst aan de Laan van Poot en later onder andere aan de Buurtweg speelde HRC haar wedstrijden. In 1969 werd het clubhuis door de leden zelf gebouwd op de huidige locatie aan de Theo Mann Bouwmeesterlaan.
Het eerste team van HRC komt uit in de hoogste klasse. De club behaalt het landskampioenschap in 1966, 1967, 1968, 1970, 1971, 1972, 1973, 1978, 1980, 1985, 1999, 2001, 2002, 2014 en 10 jaar later opnieuw in 2024. In 1969 deed HRC niet mee om dat seizoen hun clubhuis te kunnen bouwen. In 1979 was HRC ook nummer 1 maar werd de competitie uiteindelijk niet afgerond door langdurige extreme weersomstandigheden en werd er geen landskampioen aangewezen.
Bij de jeugd zijn er met name in de vier oudste leeftijdscategorieën regelmatig landstitels behaald.
HRC telde in 2019 ruim 700 leden. Meer dan 550 leden waren jonger dan 20, bijna 400 leden speelden in de jongste jeugdcategorieën (van 4 tot 12 jaar).

## Bekende spelers
Een bekende speler van de Haagsche Rugby Club die ook furore maakte in het buitenland is Michel van der Loos.
Zeno Kieft, speler van Atlantique Stade Rochelais, startte met rugby bij HRC